# 如凯·嘎玛桑珠
如凯·嘎玛桑珠（藏語：ཀརྨ་བསམ་གྲུབ，Karma Samdrup，1968年5月8日—），藏族商人、收藏家、环保人士，曾因经营天珠而被称为“天珠王”，后投身于公益事业。他还是全世界收藏藏族文物最多的私人收藏家。

## 生平
嘎玛桑珠出生于西藏贡觉县相皮乡麦东村，1990年代他因经营西藏珠宝——天珠而被誉为“天珠王”，其后还被北京民族大学聘为珠宝教授。2001年，他在青海省玉树藏族自治州成立了三江源生态环境保护协会并任秘书长。2006年，中央电视台曾称其在环保方面的成就“在天人之间创造了和谐”。

## 被捕及受审
1998年，嘎玛桑珠曾因“倒卖文物罪”被捕，后无罪释放。2010年1月7日，其再次因这一12年前的案情在成都被捕。之后，焉耆回族自治县人民检察院以“盗掘古墓葬罪”对其提起公诉。
同时，嘎玛桑珠的兩個兄弟其美朗加和仁青桑珠因反對當地官員非法狩獵，已被拘押，其中其美朗加被以“破坏国家安全”為由判21個月勞教。仁青桑珠的案件正在審理中。
6月24日，新疆焉耆回族自治县人民法院判处其有期徒刑15年，剥夺政治权利5年，并处罚金10000元。
然而，该案因审讯和取证过程中的各种疑点和瑕疵而受到置疑。藏族作家唯色认为嘎玛桑珠因十几年前的案情而重新被捕，原因可能是其得罪了一批地方官员而被视为藏族上访民众的“幕后黑手”。另外，嘎玛桑珠还称在被关押期间受到了刑讯逼供，“在长达数月的讯问中，警察殴打他，连续多天不允许他睡觉，并给他服用一种药物，使他的眼睛和耳朵流血”。他的妻子珍尕告诉記者：“如果不是听他的声音，我根本认不出他。”其辩护律师浦志强因而向法庭申请“审查控方证据”，但法庭没有理会。而人權觀察指出，嘎玛桑珠案件可作為中華人民共和國政府對待酷刑姿態的檢驗。